# Паскаль Дюпюї
Паскаль Дюпюї (фр. Pascal Dupuis; 7 квітня 1979, м. Лаваль, Канада) — канадський хокеїст, правий нападник, згодом тренер. 
Виступав за «Руен-Норанда Хаскіс» (QMJHL), «Шавініган Катарактс» (QMJHL), «Міннесота Вайлд», «Клівленд Ламберджекс» (ІХЛ), «Ажуа», «Нью-Йорк Рейнджерс», «Атланта Трешерс», «Піттсбург Пінгвінс».
В чемпіонатах НХЛ — 871 матч (190+219), у турнірах Кубка Стенлі — 97 матчів (19+25).
Досягнення
- Володар Кубка Стенлі (2009, 2016).